# Espagnolopsis exaltata
Espagnolopsis exaltata is een rechtvleugelig insect uit de familie Episactidae. De wetenschappelijke naam van deze soort is voor het eerst geldig gepubliceerd in 2006 door Perez-Gelabert & Rowell.